# Pseudohaplogonaria viridipunctata
Pseudohaplogonaria viridipunctata är en plattmaskart som först beskrevs av Westblad 1946.  Pseudohaplogonaria viridipunctata ingår i släktet Pseudohaplogonaria och familjen Haploposthiidae. Inga underarter finns listade i Catalogue of Life.